# Samba Diawara
Samba Diawara (Parigi, 15 marzo 1978) è un allenatore di calcio ed ex calciatore maliano, di ruolo difensore.

## Caratteristiche tecniche
Era un difensore centrale.

## Carriera

### Giocatore

#### Nazionale
Ha debuttato in Nazionale il 9 aprile 2000, in Libia-Mali (3-0). Ha messo a segno la sua prima rete con la maglia della Nazionale il 7 maggio 2000, in Mali-Guinea-Bissau (3-2), siglando la rete del momentaneo 1-0 al minuto 21. Ha partecipato, con la Nazionale, alla Coppa d'Africa 2002. Ha collezionato in totale, con la maglia della Nazionale, 7 presenze e due reti.

### Allenatore
Ha cominciato la propria carriera da allenatore nel 2014, come vice allenatore del Tubize-Braine. Nel novembre 2014 è diventato allenatore delle giovanili del Sint-Truiden. Nel 2017 ha ricoperto il ruolo di coordinatore talenti nell'Union Saint-Gilloise. Il 5 gennaio 2018 è diventato allenatore delle giovanili del Charleroi.

## Statistiche

### Statistiche da allenatore
Statistiche aggiornate al 3 aprile 2025.
| Stagione        | Squadra         | Campionato      | Campionato | Campionato | Campionato | Campionato | Coppe nazionali | Coppe nazionali | Coppe nazionali | Coppe nazionali | Coppe nazionali | Coppe continentali | Coppe continentali | Coppe continentali | Coppe continentali | Coppe continentali | Altre coppe | Altre coppe | Altre coppe | Altre coppe | Altre coppe | Totale | Totale | Totale | Totale | % Vittorie | Piazzamento |
| Stagione        | Squadra         | Comp            | G          | V          | N          | P          | Comp            | G               | V               | N               | P               | Comp               | G                  | V                  | N                  | P                  | Comp        | G           | V           | N           | P           | G      | V      | N      | P      | %          | Piazzamento |
| --------------- | --------------- | --------------- | ---------- | ---------- | ---------- | ---------- | --------------- | --------------- | --------------- | --------------- | --------------- | ------------------ | ------------------ | ------------------ | ------------------ | ------------------ | ----------- | ----------- | ----------- | ----------- | ----------- | ------ | ------ | ------ | ------ | ---------- | ----------- |
| mag.-giu. 2024  | Stade Reims     | L1              | 3          | 2          | 1          | 0          | CF              | -               | -               | -               | -               | -                  | -                  | -                  | -                  | -                  | -           | -           | -           | -           | -           | 3      | 2      | 1      | 0      | 66,67      | Sub., 9°    |
| feb.-giu. 2025  | Stade Reims     | L1              | 15+2       | 3          | 2+1        | 10+1       | CF              | 4               | 1               | 2               | 1               | -                  | -                  | -                  | -                  | -                  | -           | -           | -           | -           | -           | 21     | 4      | 5      | 12     | 19,05      | Sub., 16°   |
| Totale carriera | Totale carriera | Totale carriera | 20         | 5          | 4          | 11         |                 | 4               | 1               | 2               | 1               |                    | -                  | -                  | -                  | -                  |             | -           | -           | -           | -           | 24     | 6      | 6      | 12     | 25,00      |             |

### Cronologia presenze e reti in nazionale
| Cronologia completa delle presenze e delle reti in nazionale ― Mali | Cronologia completa delle presenze e delle reti in nazionale ― Mali | Cronologia completa delle presenze e delle reti in nazionale ― Mali | Cronologia completa delle presenze e delle reti in nazionale ― Mali | Cronologia completa delle presenze e delle reti in nazionale ― Mali | Cronologia completa delle presenze e delle reti in nazionale ― Mali | Cronologia completa delle presenze e delle reti in nazionale ― Mali | Cronologia completa delle presenze e delle reti in nazionale ― Mali |
| Data                                                                | Città                                                               | In casa                                                             | Risultato                                                           | Ospiti                                                              | Competizione                                                        | Reti                                                                | Note                                                                |
| ------------------------------------------------------------------- | ------------------------------------------------------------------- | ------------------------------------------------------------------- | ------------------------------------------------------------------- | ------------------------------------------------------------------- | ------------------------------------------------------------------- | ------------------------------------------------------------------- | ------------------------------------------------------------------- |
| 9-4-2000                                                            | Tripoli                                                             | Libia                                                               | 3 – 0                                                               | Mali                                                                | Qual. Mondiali 2002                                                 | -                                                                   |                                                                     |
| 7-5-2000                                                            | Mindelo                                                             | Mali                                                                | 3 – 2                                                               | Guinea-Bissau                                                       | Coppa Amílcar Cabral 2000                                           | 1                                                                   |                                                                     |
| 28-12-2001                                                          | Ségou                                                               | Mali                                                                | 2 – 0                                                               | Burkina Faso                                                        | Amichevole                                                          | 1                                                                   | 73’                                                                 |
| 10-1-2002                                                           | Kayes                                                               | Mali                                                                | 1 – 1                                                               | Zambia                                                              | Amichevole                                                          | -                                                                   |                                                                     |
| 27-2-2002                                                           | Bamako                                                              | Mali                                                                | 0 – 3                                                               | Camerun                                                             | Coppa d'Africa 2002 - Semifinale                                    | -                                                                   | 46’                                                                 |
| 29-2-2002                                                           | Mopti                                                               | Mali                                                                | 0 – 1                                                               | Nigeria                                                             | Coppa d'Africa 2002 - Finale 3° posto                               | -                                                                   |                                                                     |
| 27-4-2003                                                           | Parigi                                                              | Madagascar                                                          | 0 – 2                                                               | Mali                                                                | Amichevole                                                          | -                                                                   |                                                                     |
| Totale                                                              |                                                                     | Presenze                                                            | 7                                                                   |                                                                     | Reti                                                                | 2                                                                   |                                                                     |